# Зачаганська селищна адміністрація
Зачага́нська селищна адміністрація (каз. Зачаганск кенттік әкімдігі, рос. Зачаганская поселковая администрация) — адміністративна одиниця у складі Уральської міської адміністрації Західноказахстанської області Казахстану. Адміністративний центр та єдиний населений пункт — селище Зачаганськ.
Населення — 59909 осіб (2021; 27683 у 2009, 13466 у 1999, 12570 у 1989).
Станом на 1989 рік існувала Зачаганська селищна рада (смт Зачаганськ, село Мілові Горки).

## Склад
До складу округу входять такі населені пункти:
| Населений пункт    | Старі назви | Населення, осіб (1989) | Населення, осіб (1999) | Населення, осіб (2009) | Населення, осіб (2021) |
| ------------------ | ----------- | ---------------------- | ---------------------- | ---------------------- | ---------------------- |
| Зачаганськ, селище | -           | 12090                  | 12906                  | 27065                  | 58356                  |
| Мілові Горки, село | -           | 480                    | 560                    | 618                    | 1553                   |